# 機靈小不懂
《機靈小子》（Smart Kid）是張衛健、李冰冰主演的一部電視劇。

## 簡介
明朝时，亦咻（不懂）極為聰明，鬼主意也多，好酒好賭，行事刁鑽古怪，寺中高僧常被他弄得啼笑皆非。但亦咻卻極富同情心，受到鎮中人的喜愛。
一個偶然的機會，亦咻幫明孝宗渡過了一個難關。二人不知怎的，竟有點莫名的親切感。明孝宗更派亦咻到江南，尋找一名會種一種極品茶花的人。原來孝宗還是太子之時，曾微服江南，愛上一名女子，女了還懷了他的龍種。可惜那女子是一名寡婦，丈夫雖在未過門前死去，但立這種女子為太子妃，實在不容於禮教。當時的皇后狠下心，派人屠村。孝宗本以為母子倆都已葬身，但二十年後在江南故地，出現了一株只有那女子才懂得種植的茶花，於是派亦咻前往查探。
“金閣寺”，江南梅龍鎮一所極破落的小寺院。孝宗原來早已派了一人來調查，那人就是無休和尚。無休患有輕微的老人癡呆症，記性不好，常把亦咻弄得啼笑皆非，亦咻只想快快把事情辦妥，回迦葉寺過他以前的生活。
“觀自在書院”，一所極負盛名的貴族書院，學生中不乏朝中大官的兒子。無休因感到茶花是出現在書院後山，所以懷疑種植的人是書院中的學生，於是派亦咻前往書院擔當老師，教授德業，從中調查。亦咻被派負責的，是書院中最難纏的一班。班中的學生，都有各種不同的問題，其中為首的，正是院士的女兒籽言。籽言青春貌美，是學生中的頭子，但是反叛成性，以趕亦休離開書院為目標，所以事事與亦咻作對。
亦咻為了調查茶花一事，對各個學生都十分留意。亦咻憑著各種稀奇古怪的教學方法，更將一個一個的學生教好。亦咻開始滿足了，他甚至喜歡上了當這個春風化雨的老師。
不僅是學生，連書院中的老師也受到亦咻的感染。書院中一名叫樂文的音樂老師，本與院士的另一女兒籽福相戀，可是，因他曾給學生出賣，便放棄了理想，亦咻終令他重新站起，與籽福再續前緣。籽福溫文爾雅，儀態大方，為人外柔內剛，有一種為愛情可以犧牲一切的剛強性格。
書院中有一名學生朱正，雖有才能，卻極缺乏自信。亦咻對他總有著一份莫明的親切感，不但幫他恢複自信，更助他把心愛的女子李鳳姐追到手裏。
卻原來，這朱正便是當今太子，即孝宗之子朱厚照。當此時，孝宗病重，亦咻及無休雖查不出端倪，也被逼回去述職。孝宗臨危之際，忽然封了亦咻為太傅兼大學士，宮拜一品，統率六部，匡扶新帝。亦咻呆了，正要推辭之際，孝宗卻已駕崩。太子即位，改年號正德。原來這一切都是孝宗刻意的安排！當時朝內分黨分派，各自為政；朝外有寧王朱宸濠等幾名藩王密謀作亂，正德無德無望，難以服眾，一待他登基，寧王等便要乘機起兵謀反。他希望亦咻能以其稀奇的方法，攪亂一下局面，讓藩王一時不敢妄動！若運氣好的話，亦咻也許能以在書院的歪點子把百官收服，那麼，正德的皇位便會穩固了。
朝廷，向來是權力鬥爭的重地。亦咻的舞臺，由書院轉到朝廷中。只是，這次他要面對的不是一幫年輕的小夥子，而是一班久曆仕途的官宦，難度大多了。但亦咻沒辜負孝宗的期望，慢慢開始見成效，百官終於歸順了。就在此時，亦咻及正德卻發現了一個天大的秘密；原來孝宗要亦咻尋找的那個兒子不是別人，正是亦咻自己！若論年紀，他比正德大，按法統，他才是真命天子......

### 風格
- 開頭：益智逗趣，襯托亦咻（不懂）的聰明，劇情的開頭。
- 書院：古裝版的「麻辣教師GTO」。
- 後期：辦案、宮廷鬥爭、國家大事。

## 演員表

### 主要角色
| 演員 (配音員)     | 角色                     | 人物介紹 |
| 張衛健            | 亦 咻 （不懂）           | 本名「姚八牛」，登場時為京城第一大寺「迦葉寺」雜役，從小就被母親姚氏送入寺中居住，奉母要求以考上入寺考試成為正式的僧人為目標。個性聰明伶俐，雖然喜歡玩樂，但總以機智為寺裡或民眾化解難題。在逛街時因緣際會遇上微服出巡的孝宗，並為其化解麻煩後結為好友（此時還不知孝宗是親生父親），更在孝宗赴迦葉寺祭天祈福時化解危機，而獲得孝宗賞識。於是被孝宗派往梅龍鎮，協助無休調查「十八學士」之謎，尋找姚氏母子。 到達梅龍鎮後在無休的安排下進入觀自在書院執教，擔任黃班導師。後來以聰明機智對班上的問題學生們循循善誘，陸續將學生們感化。返回京城覆命後，被孝宗封為太傅兼春風閣大學士，官拜一品，統率六部，意在要其協助繼位的武宗整頓朝綱。期間陸續感化原本敵對的兵部尚書巫大勇與吏部尚書洛亦、化解四王叛亂與寧王串通瓦剌的陰謀，被武宗封為咸陽王。真實身分為孝宗長子、武宗長兄，按法統應是皇位第一順位繼承人。 |
| 李冰冰 （周文瑛） | 應籽言                   | 應墨林次女，觀自在書院中唯一的女學生，不服父權觀念而堅持就學，在黃班就讀。個性叛逆，因一直無法接受父親再娶，常頂撞父親，批評繼母，在黃班之中屬於帶頭搗蛋的問題學生之一。 |
| 羅家英            | 無 休                    | 本名「巫巨」，原為朝中禁軍統領、孝宗心腹，因故解職後整日酒醉而使得妻離子散，後來被孝宗派往江南梅龍鎮，尋找種出「十八學士」的母子。武藝高強，但患有健忘症，睡覺時會夢遊。到達梅龍鎮後居住在「金閣寺」中，並被安排在觀自在書院擔任佛學課老師。雖因健忘而常常語無倫次，但頗有智慧，能適時的提點亦咻，指引亦咻方向。 |
| 聶 遠 （羅偉傑）  | 朱厚照／朱 正 （明武宗） | 孝宗之子，皇太子，孝宗駕崩後繼位為明武宗。以觀自在書院轉學生「朱正」的身分登場，其實是因為治水失敗導致數千軍民喪生而喪失自信的皇太子。為逃避皇室身分，在逃至民間途中輾轉在遭土匪殺害的客船乘客朱正的包袱裡，發現觀自在書院的入學通知。因想起觀自在書院是恩師應墨林創立的書院，決定藉此冒充朱正入學就讀，目的為向應墨林求援，希望其返回朝廷輔佐自己。 應墨林得知後，以需要考慮為由借故外遊，意在故意將其交由亦咻與無休照顧，希望以亦咻的機智，協助太子找回自信。 |
| 沈曉海            | 朱宸濠 （寧 王）         | 孝宗之弟，武宗之叔。聰明俊朗，玉樹臨風，廣做善事而有「俠王」美名，其實意在得民心尋找機會奪取皇位，為本劇主要反派。 |

### 亦咻（不懂）相關人物
| 演員 (配音員) | 角色  | 人物介紹 |
| 隋文波        | 姚 氏 | 亦咻生母。美麗端莊，知書達禮，擅長種植茶花。年輕時已被許配夫家，但還未過門，未婚夫即逝，因此還是處女之身。因收留遊江南的孝宗避雨，與孝宗發生感情而懷孕生下亦咻。晚年居住在「維摩庵」帶髮修行。 |

### 大明朝廷
| 演員 (配音員) | 角色              | 人物介紹 |
| 馬精武        | 朱祐樘 （明孝宗） | 大明皇帝，亦咻生父。還是皇太子的時候曾在蒲公公與無休護衛下遊江南，結果在梅龍鎮為了躲雨而邂逅姚氏，發生情愫，姚氏也因此懷上亦咻。回宮後央求皇后同意迎娶姚氏為太子妃，皇后表面答應，私下派錦衣衛屠殺姚氏居住的村莊全村後，謊稱是因瘟疫而滅村。孝宗原以為姚氏已死，直至應墨林在觀自在書院後山發現一株「十八學士」茶花，而深信是姚氏所種，才派無休到梅龍鎮調查母子下落。 |
| 沈曉海        | 寧 王             | 見「主要角色」。 |
| 靳德茂        | 鄭 王             | 孝宗之弟，武宗之叔。性格心狠手辣，一直覬覦皇位。最初利用陝西旱災策動百姓叛亂失敗，後又帶頭策劃四王叛亂遭亦咻化解，最終遭寧王所殺。 |
|               | 谷 王             | 孝宗之弟，武宗之叔。四王叛亂的藩王之一，後被武宗削去兵權軟禁終老。 |
|               | 韓 王             | 孝宗之弟，武宗之叔。四王叛亂的藩王之一，後被武宗削去兵權軟禁終老。 |
|               | 遼 王             | 孝宗之弟，武宗之叔。四王叛亂的藩王之一，後被武宗削去兵權軟禁終老。 |
| 何中華        | 巫大勇            | 當朝兵部尚書，原名「巫敵」，無休之獨子，是與洛亦黨派敵對的黨派首領，履立戰功，被孝宗讚為「大明第一勇士」。因誤會父親是膽小之輩而不屑相認，得知亦咻查明的真相後相當愧疚，而與無休相認。 |
| 薛文成        | 洛 亦             | 當朝吏部尚書，洛少鵠之父，是與巫大勇黨派敵對的黨派首領。原本擔任縣令時是為民喉舌的好官，入閣後因權慾薰心，而變得工於心計，在亦咻開導後找回原來的自己。 |
| 王元祿        | 蒲公公            | 皇帝貼身隨侍，自孝宗侍奉至武宗。 |
| 代樂樂        | 蝶 衣             | 宮中侍女。 |
|               | 嚴 坷             | 當朝刑部尚書，屬於巫大勇黨派。 |
|               | 杭建功            | 當朝工部尚書，屬於巫大勇黨派。 |
|               | 農立國            | 當朝戶部尚書，屬於洛亦黨派。 |
|               | 戴小哲            | 當朝禮部尚書，屬於洛亦黨派。 |
|               | 公孫謙            | 當朝大學士。 |
|               | 木一草            | 御醫。 |

### 迦葉寺
| 演員 (配音員) | 角色           | 人物介紹                                                                                         |
| 馬崇年        | 衍理大師       | 迦葉寺住持，德高望重。總是能突然的入睡，其實觀察著一切事物，非常睿智。                           |
| 劉大剛        | 衍正大師       | 衍理師弟，性格嚴肅，一絲不苟，雖然常被亦咻的貪玩惹怒，其實很肯定亦咻的聰明，為寺中庶務的主持者。 |
| 關順田        | 衍力大師       | 衍理師弟，負責教授武功。                                                                         |
| 張衛健        | 亦 咻 （不懂） | 見「主要角色」。                                                                                 |
|               | 從 德          | 小和尚，常與亦咻一起玩。                                                                         |

### 金閣寺
| 演員 (配音員) | 角色  | 人物介紹         |
| 羅家英        | 無 休 | 見「主要角色」。 |

### 應家
| 演員 （粤配）     | 角色   | 人物介紹 |
| 張 謙             | 應墨林 | 籽福、籽言之父，觀自在書院正院士（校長）。原是朝中禮部尚書，十年前辭官創辦觀自在書院。嗜酒，是江南第一書法家。性格瀟灑隨性，但知人善任，頗有智慧。                 |
| 杜 鶴             | 應夫人 | 應墨林之繼室，籽福、籽言繼母。樂觀賢淑，相當疼愛籽福、籽言，唯獨對籽言對她的排斥態度感到無所適從。                                                                 |
| 何美钿            | 應籽福 | 應墨林長女，籽言之姊。性格溫柔，在觀自在書院中打理雜務。原與樂理老師樂文互有好感，但三年前樂文因遭學生背叛而灰心變得冷漠，令籽福感到傷心，一直默默等待著樂文恢復。 |
| 李冰冰 （周文瑛） | 應籽言 | 見「主要角色」。 |

### 觀自在書院

#### 教師
| 演員 (配音員) | 角色   | 人物介紹 |
| 張 謙         | 應墨林 | 觀自在書院正院士（校長），見「應家」角色。 |
| 趙 凱         | 孔 儒  | 觀自在書院副院士（副校長），自幼飽讀詩書，十四歲時即成為大明開國以來最年輕的解元，與應墨林一起創立觀自在書院。性格嚴肅，最初對亦咻的教學方式感到難以認同，後來也漸漸能理解亦咻。 |
| 張衛健        | 亦 咻  | 德業老師，見「主要角色」。 |
| 張連喜        | 朱 喜  | 文科老師，天班班主任，性格尖酸、觀念守舊，亦咻到職後最想將亦咻趕出書院。 |
| 李進榮        | 樂 文  | 樂理老師，外貌斯文英俊，與籽福互有好感。三年前遭努力開導的學生背叛後，變得心灰意冷，無心教學。雖然如此，其實仍默默的觀察所有學生，偶爾以點到為止的方式給亦咻建議。               |
| 譚建昌        | 牧 仁  | 騎射老師，從塞外到觀自在書院執教，外型粗獷，但個性單純，酒量極好。 |
| 王響偉        | 周 易  | 數理易理老師，做任何事都喜歡先卜一卦再決定。 |
| 羅家英        | 無 休  | 佛學老師，見「主要角色」。 |
| 何美钿        | 應籽福 | 庶務人員，見「應家」角色。 |

#### 黃班學生
| 演員 （粤配）     | 角色     | 人物介紹 |
| 李冰冰 （周文瑛） | 應籽言   | 見「主要角色」。是亦咻感化的第六個學生，開導她對父母有同理心，接受繼母，不再任性。 |
| 王 槊             | 邢 風    | 梅龍鎮黑幫老大邢一龍獨子，武功佳，平時掌管父親經營的賭場。性格孤僻，因自卑於黑幫身分而不擅與同學交往，因此常遭同學誤會，其實非常喜歡上學、渴望朋友。是亦咻感化的第一個學生，引導他敞開心胸交朋友。                                 |
| 曹 俊             | 成大官   | 種梨農家之子，性格老實隨和，因此常遭同學欺負。家境相當貧窮，父母反對其就學，因此是以離家出走的方式到觀自在書院求學。因為付不起學費，在應墨林同意下以在書院擔任雜工代替學費。是亦咻感化的第二個學生，引導他找回尊嚴並找到未來的路。 |
| 項 冰             | 郝 漢    | 平時是梅龍鎮上的小混混，擅長扒竊，因父親是偷竊犯，表面上雖和其他同學一起胡鬧，其實對自己是偷竊犯之子的身分感到自卑。對音樂有天分，崇拜樂文。是亦咻感化的第三個學生，引導他勇敢走上學習音樂之路。                                   |
| 黃 翀             | 洛少鵠   | 當朝吏部尚書洛亦之子，性格高傲，學識其實是全書院最優秀的。但因不齒父親在朝中總是鬥爭算計的行為，也不滿父親早已安排好他的未來發展，因此以欺負同學、刻意將成績考壞當作抗議。是亦咻感化的第四個學生，引導他認真靠自己實力走未來的路。 |
| 秦一銘            | 陸甲子   | 喜歡說笑話給同學聽的學生。 |
| 趙 琦             | 南宮越意 | 說話與動作皆女性化的男學生，喜歡設計衣服，志願是成為服裝設計師。 |
| 洪 雨             | 書巷村   | 家境富裕，喜歡籽言，總是跟隨在籽言身旁，甘願被籽言使喚的學生。 |
| 仇世友            | 魯小並   | 不苟言笑其實性格熱心助人的學生，口頭禪是「我最討厭...」。 |
| 聶 遠 （羅偉傑）  | 朱 正    | 見「主要角色」。插班生，是亦咻感化的第五個學生，幫助他找回自信，遇到困難不再逃避。 |

### 龍鳳店
| 演員 （粤配） | 角色  | 人物介紹 |
| 薛佳凝        | 李 鳳 | 梅龍鎮酒館「龍鳳店」老闆，人稱「鳳姐」，父母雙亡，有一位笨拙的哥哥李龍、貼身的丫環惜緣協助經營著酒館，同時還要照顧需按時服藥克制過動的年幼弟弟李虎。刻意在酒館內舉辦對聯擂台，意在想藉此結識文人雅士，並贈金與香囊助其赴京考試後，希望他們高中後能回到梅龍鎮迎娶她，而擺脫辛苦生活。其實心地非常善良，每天都會將沒賣完的飯菜贈給乞丐食用，也因此舉而與亦咻、朱正結下緣份。 朱正在亦咻的指使下以「晴天」為筆名代筆與李鳳通信談心，使李鳳對「晴天」心生愛慕，卻在得知「晴天」的真實身分竟是全無自信又懦弱的朱正後，感到失望又氣憤。後朱正被亦咻用計參加武舉人考試找回自信，獲得李鳳諒解。在朱正留下會風光的回來迎娶的承諾後，留在梅龍鎮等待朱正實現諾言。 |
|               | 李 龍 | 李鳳、李虎之兄，舉止笨拙，頭腦簡單，但理解妹妹扛起全家重擔的辛苦，對妹妹相當心疼。 |
|               | 李 虎 | 李龍、李鳳之弟，貪玩的過動症兒，總是讓李鳳疲於照顧，需要按時服藥抑制病情。 |
| 姜 鴻         | 惜 緣 | 李家丫環，一直在店裡幫忙經營。 |

### 其他
| 演員 (配音員) | 角色   | 人物介紹 |
| 程相銀        | 邢一龍 | 邢風之父，梅龍鎮的黑幫老大，在亦咻成功開導邢風後，與亦咻結為好友。                                                                                               |
|               | 楊其開 | 三年前的觀自在書院學生，平時在鎮上與黑幫為伍，對音樂有天份而被樂文注意，樂文因此極力引導他走回正途。後來卻又犯偷竊而讓樂文失望，導致樂文心灰意冷，失去教學熱情。 |
| 杜 蕾         | 吹 花  | 寧王手下女刺客。 |
| 章雯淇        | 葉 子  | 寧王手下女刺客。 |
|               | 核 桃  | 亦咻好友，京城十八鋪的一派黑幫老大，經營核桃露生意，與十八是二十多年的兄弟，兩人經常鬥嘴，後來派手下替無休查到妻子章氏下落。                                     |
|               | 十 八  | 亦咻好友，京城十八鋪的另一派黑幫老大，經營飯館，與核桃是二十多年的兄弟，兩人經常鬥嘴。                                                                           |
|               | 陳 男  | 核桃的左右手，自稱「千面俏郎君」。 |
|               | 托 齊  | 瓦剌太子，聰明機智，深受瓦剌百姓愛戴，有「聰明不二」的稱號。 |
| 黃海冰        | 哈 撒  | 瓦剌六皇子，托齊太子之弟，忌妒托齊，一心想取而代之，因此與寧王合謀。                                                                                             |